# Tjatsaljauratj
Tjatsaljauratj är en sjö i Arjeplogs kommun i Lappland som ingår i Skellefteälvens huvudavrinningsområde. Sjön har en area på 0,16 kvadratkilometer och ligger 713,1 meter över havet. Sjön ligger 3 kilometer sydväst om Jäkkvik och Sveriges djupaste sjö Hornavan. Vandringsleden Kungsleden passerar öster om sjön.

## Delavrinningsområde
Tjatsaljauratj ingår i delavrinningsområde (736337-154907) som SMHI kallar för Mynnar i Hornavan. Medelhöjden är 762 meter över havet och ytan är 18,98 kvadratkilometer. Det finns inga avrinningsområden uppströms utan avrinningsområdet är högsta punkten. Vattendraget som avvattnar avrinningsområdet har biflödesordning 2, vilket innebär att vattnet flödar genom totalt 2 vattendrag innan det når havet efter 323 kilometer. Avrinningsområdet består mestadels av skog (38 procent) och kalfjäll (56 procent). Avrinningsområdet har 0,16 kvadratkilometer vattenytor vilket ger det en sjöprocent på 0,8 procent.